# القانون ذو الأجزاء السبعة

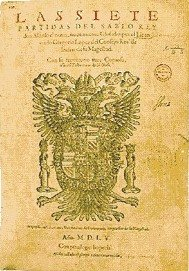

القانون ذو الأجزاء السبعة (بالإسبانية: Siete Partidas)‏ هي مخطوطة رقية مكتوبة بالخط القوطي من تأليف ألفونسو العاشر تعود إلى الفترة ما بين القرنين الثالث والخامس عشر. تُشكل مجموعة القوانين، التي أَمر ألفونسو العاشر ببدئها وأُضيفت لها بعض التعديلات فيما بعد، أشهر نظام قانوني حكم إسبانيا بداية من العصور الوسطى وحتى العصر الحديث، وكان له تأثير على القوانين الموضوعة لحُكم بعض مستعمراتها القائمة آنذاك. بدأ تنفيذها بدايةً من حكم ألفونسو الحادي عشر وفي محاكم مدينة ألكالا دي إناريس عام 1348، حيث شكلت أجزاء المجلد مجموعة القوانين المعمول بها.
كان اسمه الأصلي كتاب القانون، إلا أن تغَّير إلى اسمه الحالي في القرن الرابع عشر، وكان ذلك من خلال الأجزاء التي تم تقسيمها. وهي على النحو التالي: يتناول الجزء الأول جوهر القانون ويتحدث بشكل أساسي عن القانون؛ بينما يدور الجزء الثاني حول الحكومة والعلاقات القانونية بيت السادة والتابعين؛ فيما يُبرز الجزء الثالث القانون الإجرائي والقانون المدني؛ ويشتمل الجزء الرابع على قانون الزواج وقانون العائلات والأنساب والأحوال المدنية؛ ويشرح الجزء الخامس القانون التجاري؛ ويتناول الجزء السادس قانون الوصايا والميراث؛ وختامًا مع الجزء السابع الذي يطرح القانون الجنائي.

### أولية
- Nova، Lex (1989). Las Siete Partidas. Madrid: Lex Nova. ISBN:84-7557-283-9.
- Las Siete Partidas.- الجريدة الرسمية الإسبانية  [لغات أخرى]‏, 1999 - (ردمك 84-340-0223-X) (edición facisimilar de la edición de 1555, con glosas de Gregorio López).
- Scott، Samuel Parsons (trans.)؛ Charles Summer Lobingier  [لغات أخرى]‏ (1991) [1931]. Siete Partidas (Spanish Law Code). Ann Arbor, Michigan: University Microfilms International.{{استشهاد بكتاب}}:  صيانة الاستشهاد: أسماء عددية: قائمة المؤلفين (link) صيانة الاستشهاد: أسماء متعددة: قائمة المؤلفين (link) صيانة الاستشهاد: علامات ترقيم زائدة (link)

### ثانوية
- Arias Bonet, Juan Antonio: "La primera Partida y el problema de sus diferentes versiones a la luz del manuscrito del British Museum", en Alfonso X el Sabio: Primera Partida según el manuscrito Add. 20.787 del British Museum.- Valladolid: Universidad de Valladolid.- 1975. p. XLVII-CIII. (ردمك 84-600-6717-3)
- Arias Bonet, Juan Antonio: "Sobre presuntas fuentes de las Partidas", en Revista de la Facultad de Derecho de la Universidad Complutense.- Número extraordinario: julio de 1985.- p. 11-23.
- Bravo Lira, Bernardino: "Vigencia de las Siete Partidas en Chile", en Derecho común y derecho propio en el Nuevo Mundo.- Santiago de Chile: Jurídica de Chile.- 1989. p. 89-142.
- Craddock, Jerry: "La cronología de las obras legislativas de Alfonso X el Sabio", en Anuario de Historia del Derecho español, Nº 51: 1981.- p. 365-418.
- Craddock, Jerry: "El Setenario: última e inconclusa refundición alfonsina de la primera Partida", en Anuario de Historia del Derecho español, Nº 56: 1986.- p. 441-466.
- Eyzaguirre، Jaime (1992). Historia del Derecho. Santiago de Chile: Universitaria, S.A. OCLC:6447558.
- García-Gallo, Alfonso: "El "Libro de las Leyes" de Alfonso el Sabio. Del espéculo a las Partidas", en Anuario de Historia del Derecho español, Nº 21-22: 1951-1952.- p. 345-528.
- García-Gallo, Alfonso: "Los enigmas de las Partidas", en VII Centenario de las Partidas del Rey Sabio, Instituto de España.- 1963.
- García-Gallo, Alfonso: "Nuevas observaciones sobre la obra legislativa de Alfonso X", en Anuario de Historia del Derecho español, Nº 46: 1976. p. 509-570.
- García-Gallo, Alfonso: "La obra legislativa de Alfonso X. Hechos e hipótesis", en Anuario de Historia del Derecho español, Nº 54: 1984.
- Iglesia Ferreiros, Aquilino: "Alfonso X el Sabio y su obra legislativa", en Anuario de Historia del Derecho español, Nº 50: 1980.- p. 531-561.
- Iglesia Ferreiros, Aquilino: "Cuestiones Alfonsinas", en Anuario de Historia del Derecho español, Nº 55: 1985.- p. 95-150.
- Livacíc Gazzano، Ernesto (1982). Las Siete Partidas. Santiago de Chile: Andrés Bello.
- Martínez Marina، Francisco (1834). Ensayo histórico-crítico sobre la legislación y principales cuerpos legales de los reinos de León y Castilla especialmente sobre el código de las Siete Partidas de D. Alfonso el Sabio. Tomo I and II. Madrid: Imprenta de D. E. Aguado. {{استشهاد بكتاب}}: روابط خارجية في |عنوان= (مساعدة)
- Solalinde, Antonio: "Intervención de Alfonso X en la redacción de sus obras", en Revista de Filología Española, Nº 2: 1915.- p. 283-288.
- Tejedo-Herrero، Fernando (2010). Diccionario de las Siete Partidas (1491). New York: Hispanic Seminary of Medieval Studies.

1. ↑  "معلومات عن القانون ذو الأجزاء السبعة على موقع viaf.org". viaf.org. مؤرشف من الأصل في 2017-01-08.
2. ↑  "معلومات عن القانون ذو الأجزاء السبعة على موقع idref.fr". idref.fr. مؤرشف من الأصل في 2019-12-12.
3. ↑  "معلومات عن القانون ذو الأجزاء السبعة على موقع datos.bne.es". datos.bne.es. مؤرشف من الأصل في 2019-12-12. {{استشهاد ويب}}: |archive-date= / |archive-url= timestamp mismatch (مساعدة)